# Le Miroir aux alouettes
Ne doit pas être confondu avec Le Miroir aux alouettes (film, 1959).
Pour le livre, voir Michel Onfray#Ouvrages.
Pour plus de détails, voir Fiche technique et Distribution.
Le Miroir aux alouettes (slovaque : Obchod na korze) est un film tchécoslovaque réalisé par Ján Kadár et Elmar Klos, sorti en 1965.

## Synopsis
Dans une petite ville slovaque à l'époque de la première république slovaque, en 1942, les commerces juifs sont tous placés sous gérance « aryenne ». Tono Brtko, menuisier sans fortune, se retrouve à la tête d'un de ces commerces. La propriétaire, la vieille madame Lautmann, n'est pas au courant des nouvelles lois raciales et est sourde. Elle prend Tono pour un nouveau commis. Celui-ci finit par la protéger, tandis que les miliciens paradent. Au fil des jours la menace pesant sur les juifs de la ville devient de plus en plus concrète.

## Fiche technique
- Titre original : Obchod na korze
- Titre : Le Miroir aux alouettes
- Réalisation : Ján Kadár et Elmar Klos
- Assistant à la réalisation : Juraj Herz
- Scénario : Ladislav Grosman, Elmar Klos et Ján Kadár, d’après le roman de Ladislav Grosman
- Production : Jordan Balurov, Milos Broz et Jaromír Lukás
- Musique : Zdeněk Liška
- Photographie : Vladimír Novotný
- Montage : Diana Heringova et Jaromír Janácek
- Format : noir et blanc - 1,37:1 - mono
- Genre : drame, guerre
- Date de sortie : 1965

## Distribution
- Ida Kaminska : Rozalie Lautmann
- Jozef Kroner : Antonin Brtko
- Hana Slivková : Evelyna Brtková
- Martin Hollý : Imro Kuchar
- Adám Matejka : Piti Báci
- Frantisek Zvarík : Marcus Kolkotsky

## Récompenses et distinctions
- Oscar du meilleur film en langue étrangère.

## Analyse
Après avoir assisté à la projection du film ressorti en France le 5 février 2025, Élias Hérody écrit dans la revue Débordements : « Le Miroir aux alouettes de Ján Kadár et Elmar Klos (1965) est le premier film tchécoslovaque à remporter l’Oscar du meilleur film étranger et se range parmi ces films pionniers qui, des années 1950 aux années 1970, ont tenté d’évoquer le fonctionnement de ce qu’on n’appelait pas encore la Shoah. Sujet de choix du monde soviétique, la Seconde Guerre mondiale n’est ici pas perçue sous l’angle de la lutte héroïque des soldats ou résistants communistes qui ont laissé leur vie lors de la Grande Guerre patriotique. Au contraire, c’est le quotidien d’une bourgade slovaque en proie à la collaboration et à l’aryanisation qui intéresse les réalisateurs. ».